# Rimbach-près-Guebwiller
Rimbach-près-Guebwiller é uma comuna francesa na região administrativa de Grande Leste, no departamento Alto Reno. Estende-se por uma área de 4,85 km². Em 2010 a comuna tinha 188 habitantes (densidade: 38,8 hab./km²).